# La Spirale (film)
Pour les articles homonymes, voir La Spirale.
Pour plus de détails, voir Fiche technique et Distribution.
La Spirale est un documentaire français réalisé par Armand Mattelart, Valérie Mayoux et Jacqueline Meppiel et sorti en 1976.

## Synopsis
Exploitant des documents d'archive télévisés et cinématographiques, le film cherche à démontrer que les États-Unis avaient planifié, dès l'arrivée au pouvoir de Salvador Allende, l'écrasement de sa tentative d'instauration du socialisme au Chili.

## Fiche technique
- Titre : La Spirale
- Scénario et réalisation : Armand Mattelart, Valérie Mayoux, Jacqueline Meppiel
- Commentaire : Chris Marker
- Narrateurs en français : François Périer, Med Hondo
- Photographie : Étienne Becker
- Montage : Valérie Mayoux et Jacqueline Meppiel
- Format : noir et blanc/Eastmancolor
- Société de production : Les Films Molière, Reggane Films et Seuil Audiovisuel
- Société de distribution : Galatée Films (France)
- Pays :  France
- Genre : Documentaire
- Durée : 138 minutes
- Sortie en France : 28 avril 1976

## Autour du film
Expulsé du Chili, à la suite du coup d'État du 11 septembre 1973, Armand Mattelart rentre en France. Il est alors contacté par Chris Marker afin de participer à la réalisation d'un documentaire sur l'échec de l'expérience de Gouvernement d'Unité populaire dans ce pays.
Les deux hommes partagent en commun leur fascination pour les essais d'Alexandre Medvedkine, cinéaste soviétique qui, au cours des années 1930 avait placé le cinéma « entre les mains du peuple. » Chris Marker vient, pour sa part, de créer un circuit parallèle de production de films, une coopérative et travaille en collaboration avec des ouvriers en lutte.
Une équipe de base est alors formée pour réaliser La Spirale. « Notre défi majeur était d'entreprendre la conception de ce film tout juste après le renversement de l'Unité populaire. Comment rendre compte d'un événement aussi compliqué ? Comment l'analyser ? Comment remonter des effets aux causes, des conséquences aux principes, du particulier au général, du composé au simple ? », s'interroge Armand Mattelart. Plusieurs écueils politiques devaient être évités. « La question était [...] de parvenir à concilier la responsabilité de l'information et de la critique dans un combat qui se poursuivait et où chaque mot prononcé, chaque acte accompli débouchait sur l'alternative victoire ou défaite, vie ou mort. Avec la nécessité d'une analyse plus large, sans censure ni exclusive, et avec le nécessaire dégagement qu'apporte toute vision un peu passionnée de l'histoire contemporaine », explique Armand Mattelart.
Une autre difficulté d'ordre technique se présentait : construire un documentaire à partir d'une matière première filmée, essentiellement, par d'autres. Bien sûr, la réalité chilienne de l'époque fut abondamment filmée, et cela pouvait être un atout. Mais, précisément, une telle richesse de sources « impliquait de trouver un mode d'organisation : un pôle structurant [...]. » Armand Mattelart indique alors : « Les recherches que j'avais entreprises pendant l'Unité populaire et sous la présidence d'Eduardo Frei (1964-1970) m'avait conduit à cette idée simple mais efficace : trouver l'unité du récit et de l'action, non pas dans la stratégie de l'UP, mais dans celle de ses adversaires. [...] Tel serait le fil conducteur du film, qui en appellerait dialectiquement à une réflexion sur la stratégie et les tactiques de l'UP. [...] Le changement de regard que signifie notre choix d'une vision inversée a une incidence sur le plan cinématographique ».
L'originalité de l'approche d'Armand Mattelart repose également « sur un montage en spirale (d'où le titre du film), chaque événement amenant avec lui une série d'harmoniques [...] libres par rapport au temps, entraînant la relecture d'une phase antérieure ou l'annonce d'une phase future, complétant une information déjà donnée, et ouvrant une nouvelle brèche à compléter plus tard. [...] En bref, le parcours en forme de spirale révèle un ensemble de cycles entremêlés les uns aux autres, respectant chronologiquement les références, les étapes, les marches de cet "escalier vers le tonnerre" auquel a été comparé l'itinéraire du Chili populaire. »
La version française de La Spirale  a été distribuée dans plusieurs salles de cinéma parisiennes en mai 1976. Elle fut aussi projetée, à la même époque, au Festival de Cannes dans la section Perspectives. En revanche, la télévision publique française, la jugeant « didactique et partisane » refusa de la transmettre en 1977.
« Trente ans plus tard, selon l'Institut national de l'audiovisuel (INA), le film a trouvé sa place dans l'historiographie du cinéma politique comme "une œuvre incontournable", un "documentaire inégalé dans l'analyse des techniques de déstabilisation. »